# دم‌چتری دم‌حنایی
دُم‌چتری (نام علمی: Cercotrichas galactotes)، پرنده کوچکی از خانواده مگس‌گیران است.
این پرنده در اطراف دریای مدیترانه و شرق تا به پاکستان زاد و ولد می‌کند. این پرنده همچنین در جنوب صحرای بزرگ آفریقا از شرق تا سومالی زادآوری می‌کند که دم‌چتری‌های آن منطقه گاه گونه‌ای جدا در نظر گرفته شده و دم‌چتری آفریقایی نامیده می‌شوند.
دم‌چتری نیمه‌کوچنده است و در شرق آفریقا و هند زمستان‌گذرانی می‌کند. این پرنده در شمال اروپا بسیار نادر است.

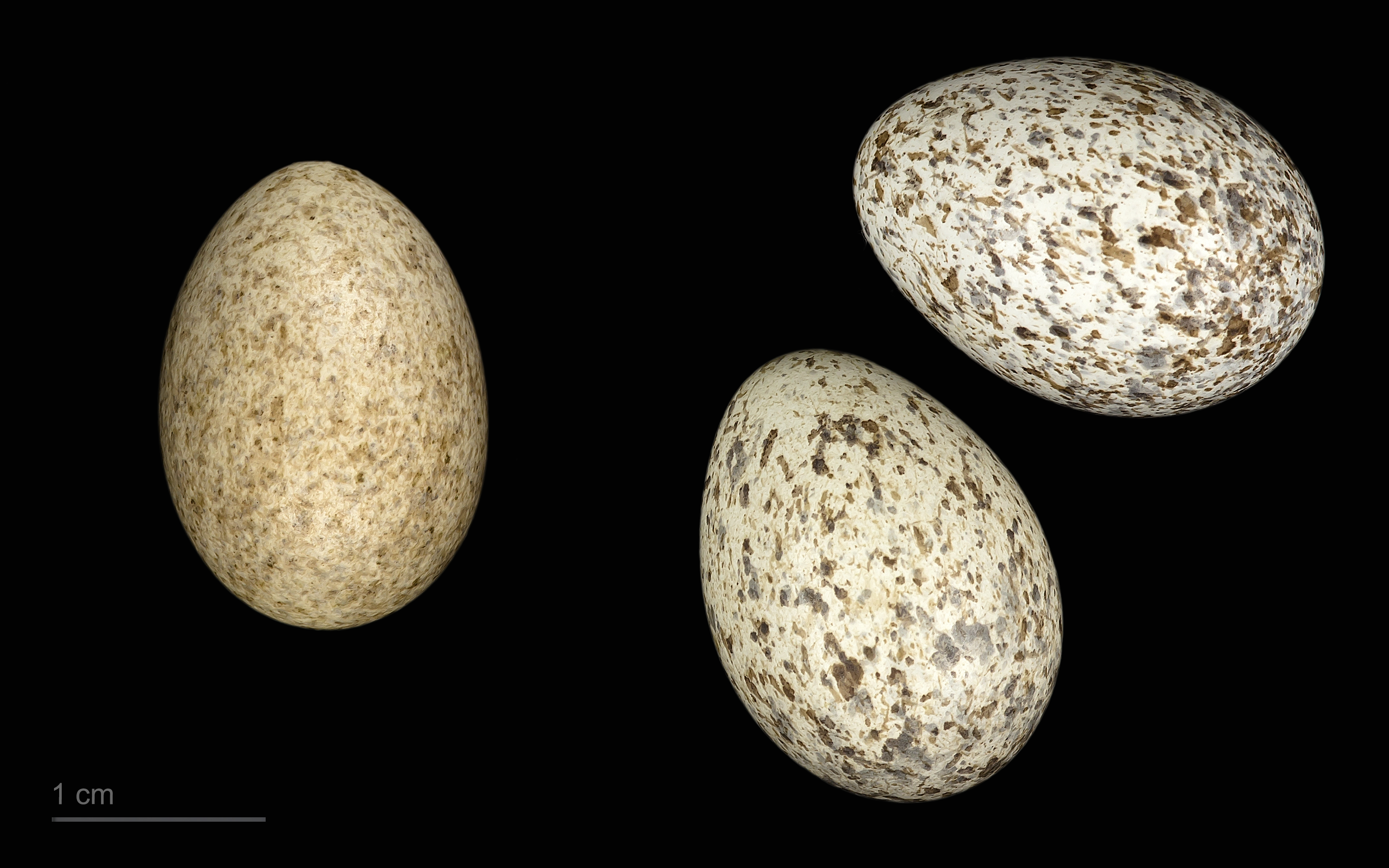
Cuculus canorus canorus + Cercotrichas galactotes